# Landmarschall (Schweden)
Der Landmarschall (schwedisch: Lantmarskalk) in Schweden war der Vorsitzende des Ritterhauses, der Vertretung des Adels in dem von 1668 bis 1865 aus den vier Kammern der vier Stände (Adel, Priester, Bürger und Bauern) bestehenden Ständereichstag und somit zugleich Präsident des Ständereichstags. Der Landmarschall wurde entweder vom König benannt oder von der Ritterschaft gewählt. Unter den bedeutendsten Inhabern des Amtes waren Per Brahe der Jüngere, Johan Göransson Gyllenstierna, Arvid Horn, Carl Gustaf Tessin und Fredrik Axel von Fersen.
Der Landmarschall ist nicht mit dem Reichsmarschall (Riksmarskalk) zu verwechseln.

## Liste der Landmarschälle von Schweden
| Landmarschall                          | Reichstag           |
| -------------------------------------- | ------------------- |
| Johan Eriksson Sparre                  | 1627                |
| Per Brahe der Jüngere                  | 1629                |
| Johan Pontusson De la Gardie           | 1630                |
| Åke Axelsson Natt och Dag              | 1631                |
| Åke Axelsson Natt och Dag              | Feb. 1632           |
| Åke Axelsson Natt och Dag              | Nov. 1632           |
| Lars Eriksson Sparre                   | 1633                |
| Lars Eriksson Sparre                   | 1634                |
| Lars Eriksson Sparre                   | 1635                |
| Lars Eriksson Sparre                   | 1638                |
| Lars Eriksson Sparre                   | 1640                |
| Erik Karlsson Gyllenstierna            | 1642                |
| Henrik Klasson Fleming                 | 1643                |
| Henrik Klasson Fleming                 | 1644                |
| Bengt Skytte                           | 1647                |
| Svante Larsson Sparre                  | 1649                |
| Svante Larsson Sparre                  | 1650                |
| Christer Bonde                         | 1652                |
| Erik Henriksson Fleming                | 1654                |
| Erik Henriksson Fleming                | 1655                |
| Per Persson Sparre                     | 1660 (in Stockholm) |
| Gustaf Knutsson Posse                  | 1660 (in Göteborg)  |
| Per Persson Sparre                     | 1664                |
| Johan Göransson Gyllenstierna          | 1668                |
| Gustaf Gabrielsson Oxenstierna         | 1672                |
| Gustaf Duvall                          | 1675                |
| Henrik Falkenberg                      | 1678                |
| Claes Fleming                          | 1680                |
| Fabian Wrede                           | 1682                |
| Erik Lindschöld                        | 1686                |
| Nils Gyldenstolpe                      | 1689                |
| Jakob Gyllenborg                       | 1693                |
| Nils Gripenhielm                       | 1697                |
| Hans Clerck                            | 1710                |
| Johan Creutz                           | 1713–1714           |
| Pehr Ribbing                           | 1719                |
| Arvid Horn                             | 1720                |
| Swen Lagerberg                         | 1723                |
| Arvid Horn                             | 1726–1727           |
| Arvid Horn                             | 1731                |
| Charles Emil Lewenhaupt der Ältere     | 1734                |
| Carl Gustaf Tessin                     | 1738–1739           |
| Charles Emil Lewenhaupt der Ältere     | 1740–1741           |
| Mattias Alexander von Ungern-Sternberg | 1742–1743           |
| Mattias Alexander von Ungern-Sternberg | 1746–1747           |
| Henning Gyllenborg                     | 1751–1752           |
| Fredrik Axel von Fersen                | 1755–1756           |
| Fredrik Axel von Fersen                | 1760–1762           |
| Thure Gustaf Rudbeck                   | 1765–1766           |
| Fredrik Axel von Fersen                | 1769–1770           |
| Axel Gabriel Leijonhufvud              | 1771–1772           |
| Hugo Herman von Saltza                 | 1778–1779           |
| Johan Didrik Duvall                    | 1786                |
| Charles Emil Lewenhaupt der Jüngere    | 1789                |
| Eric Ruuth                             | 1792                |
| Magnus Fredrik Brahe                   | 1800                |
| Michael Anckarsvärd                    | 1809                |
| Claes Adolph Fleming                   | 1810                |
| Carl Lagerbring                        | 1812                |
| Carl Mörner                            | 1815                |
| Johan August Sandels                   | 1817–1818           |
| Carl De Geer                           | 1823                |
| Carl De Geer                           | 1828–1830           |
| Jacob De La Gardie                     | 1834–1835           |
| Otto Palmstierna                       | 1840–1841           |
| Arvid Posse                            | 1844–1845           |
| Gustaf Sparre                          | 1847–1848           |
| Henning Hamilton                       | 1848                |
| Lars Herman Gyllenhaal                 | 1850–1851           |
| Henning Hamilton                       | 1853–1854           |
| Henning Hamilton                       | 1856–1858           |
| Gustaf Sparre                          | 1859–1860           |
| Gustaf Lagerbjelke                     | 1862–1863           |
| Gustaf Lagerbjelke                     | 1865–1866           |